# スカンジナビア航空1209便胴体着陸事故
スカンジナビア航空1209便胴体着陸事故（Scandinavian Airlines Flight 1209）とは、デンマークの空港で双発ターボプロップ機であるボンバルディア DHC8-Q400の主脚が完全に出なかったために、胴体着陸した航空事故である。日本においては同年3月に同じ機種がボルトの欠陥で前脚が出なかったために胴体着陸する事故（全日空機高知空港胴体着陸事故）が発生していたため、大きく報道された。

## 事故の概要
スカンジナビア航空1209便（コードシェア便のためBMI3923便、スパンエアー9101便、ルフトハンザドイツ航空6002便でもあった）は、2007年9月9日にデンマークのコペンハーゲン国際空港を離陸し、オールボー空港（オールボー）へ向かった。同便はDHC8-Q400（機体記号: LN-RDK, 愛称: イングリット・バイキング）で運航されており、乗員4名乗客69名の73名が搭乗していた。
目的地に近づきランディングギアを降ろす操作をした際に右主脚が完全にはロックされていないことを示す赤いランプ（インディケータ）が点灯したため、着陸は中止された。手動による操作を行なったが状態は変わらなかった。後に右主脚の油圧アクチュエータ端のアイボルトが脱落していたと判明したが、これにはボルトが埋まるべき雌ねじ側内部に見つかった腐食が寄与したと考えられている。1209便は空港上空を1時間旋回して燃料を消費したうえで緊急着陸に臨んだ。着陸時に右主脚が破壊され、右主翼が滑走路に接触し、プロペラのブレードの破片が客室に直撃し右主翼も炎上した。火災は待機していた消防隊によってすぐに消し止められたが、乗客5名が緊急着陸時と脱出の際に軽傷を負った。なお2007年9月19日にスカンジナビア航空の本社のあるスウェーデンのストックホルムの検察官は、人為的な過失の疑いがあるとして予備調査をはじめたという。

## 疑惑
スカンジナビア航空は、同便の事故3日後にも同型機による事故を起こしたために、機体整備の不備が事故を招いたと指摘された。そのため事故調査委員会は機体整備のマニュアルが一新された後に事故が発生したことに注目している。またスカンジナビア航空が、安全機器が標準を満たさないないまま2300回のフライトを行っていたと報道された。しかし、SASは安全基準を満たしていないことを否定した。

## 備考
事故機と同型機のDHC8-Q400は、この事故以前から主脚を格納する油圧系統の動作不良、油漏れが相次いだほか、設計ミスによる配線不良や電子機器の故障が発覚しており、機体整備による欠航や離陸後に引き返す事例が頻発していた。なかには胴体着陸を強いられた航空事故も多く、2007年だけでも3月に日本（全日空機高知空港胴体着陸事故）で発生したほか、1209便の事故の後にも12日にリトアニア、14日にドイツで脚が一部出ないまま胴体着陸を余儀なくされるなど、なにかと問題のある機体であった。
同年10月27日にもノルウェーでも同様の事故が同型機で起き、この事件を含めて余りにも機体トラブルが多いことから、スカンジナビア航空は2007年10月28日をもってDHC8-Q400型機を永久運航停止にすると発表した。同社は保有していた27機の機体を全て運航業務から外すことになった。

## 引用
1. ↑  “Foreløbig status for undersøgelser af havari med LN-RDK d. 9. september 2007”. Havarikommissionen. (2007年9月13日) 2007年9月18日閲覧。[リンク切れ]
2. ↑  「Preliminary investigation commences regarding Q400 incidents」『スカンジナビア航空』2007年9月19日。オリジナルの2011年5月27日時点におけるアーカイブ。2007年9月19日閲覧。
3. ↑  “Plane crash disaster narrowly avoided”. The Copenhagen Post. (2007年9月10日).  オリジナルの2007年11月18日時点におけるアーカイブ。 2007年9月10日閲覧。